# Leptomeryx
Leptomeryx és un gènere extint de mamífers artiodàctils de la família dels leptomerícids que visqueren a Nord-amèrica entre l'Eocè superior i el Miocè inferior. Se n'han trobat restes fòssils a les províncies canadenques de la Colúmbia Britànica i Saskatchewan, els estats estatunidencs de Califòrnia, Colorado, Dakota del Nord, Dakota del Sud, Montana, Nebraska, Utah i Wyoming i l'estat mexicà de Chihuahua. Tenien la mida d'un conill. Eren uns dels principals animals brostejadors dels boscos de l'Oligocè. El nom genèric Leptomeryx significa 'remugant esvelt' en llatí.